# Steve Huffman (Unternehmer)

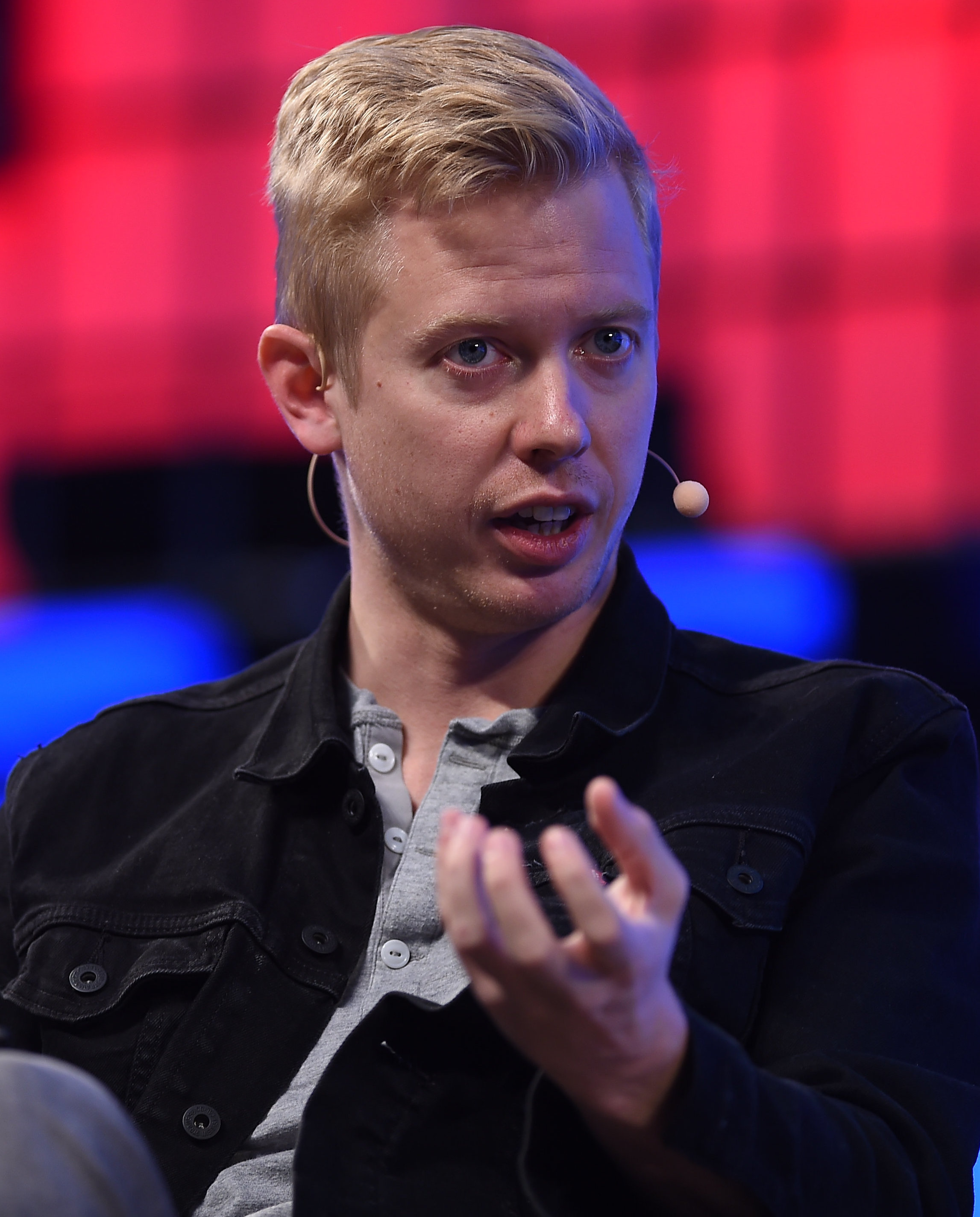
Steve Huffman (2017)

Steve Huffman (* 12. November 1983 in San Francisco), auch bekannt unter seinem Reddit-Nutzernamen spez, ist ein US-amerikanischer Webentwickler und Unternehmer. Er ist Mitbegründer und CEO von Reddit, einer Website für soziale Nachrichten und Diskussionen, die zu den 20 meistbesuchten Websites der Welt gehört. Er war auch Mitbegründer der Reisewebsite Hipmunk.

## Leben
Huffman wuchs in Warrenton im Bundesstaat Virginia auf. Im Alter von 8 Jahren begann er, Computer zu programmieren. Er absolvierte 2001 die Wakefield School in The Plains. An der University of Virginia (UVA) studierte er Informatik und machte 2005 seinen Abschluss. Im selben Jahr entwickelte er gemeinsam mit seinem Schulfreund Alexis Ohanian die Website reddit.com. Huffman und Ohanian verkauften Reddit im Oktober 2006 an das Medienunternehmen Condé Nast Publications für einen Preis zwischen 10 und 20 Millionen US-Dollar. Huffman verblieb bei Reddit bis 2009, als er seine Position als amtierender Geschäftsführer aufgab. 2010 gründete er gemeinsam mit dem Autor und Softwareentwickler Adam Goldstein die Reisewebsite Hipmunk. Als Geldgeber fungierte erneut der Investor Y Combinator, der schon bei der Gründung von Reddit eine wichtige Rolle spielte.
Am 10. Juli 2015 kehrte Huffman zu Reddit zurück und amtiert seitdem als Geschäftsführer des inzwischen ausgegliederten und unabhängigen Unternehmens. Davor war die vorherige Geschäftsführerin, Ellen Pao, zurückgetreten.

## Sonstiges
Huffman lebt in San Francisco, setzt sich für Netzneutralität ein und gilt als Prepper.

## Kritik
Im Juli 2023 startete Reddit inmitten einer Kontroverse um die Änderungen an seiner Programmierschnittstelle das beliebte r/place erneut, was zahlreiche Proteste auf der Seite gegen Huffman und sein Redditkonto u/spez auslöste.